# Частное обвинение
Частное обвинение — разновидность обвинения в уголовно-процессуальном праве, когда уголовное преследование возбуждается не прокурором или следователем от имени государства, но по жалобе потерпевшего или его близких в виде письменного заявления.
Обличение обвиняемого перед судом о делах частного обвинения представляется всецело частному обвинителю или его представителям, которыми могут быть законные представители или адвокаты.

## В России
Федеральный закон от 05.06.2007 № 87-ФЗ «О внесении изменений в Уголовно-процессуальный кодекс Российской Федерации» изъял право прокурора возбуждать уголовные дела (статья 2 пункт 10 данного закона), передав это право следователю или дознавателю.
В случае частного обвинения необходимо подать письменное заявление, в котором должно содержаться следующее:
- наименование суда, в который оно подается;
- описание события преступления, места, времени, а также обстоятельств его совершения;
- адресованная суду просьба о принятии уголовного дела к производству;
- данные о потерпевшем и о документах, удостоверяющих его личность;
- данные о лице, привлекаемом к уголовной ответственности;
- список свидетелей, которых необходимо вызвать в суд;
- подпись лица, его подавшего.

### Категории дел частного обвинения
Указаны статьи Уголовного кодекса Российской Федерации:
- ч. 1 ст. 115 УК РФ «Умышленное причинение лёгкого вреда здоровью»
- 116.1 УК РФ «Нанесение побоев лицом, подвергнутым административному наказанию[1]»
- ч. 1 ст. 128.1 УК РФ «Клевета»